# 真田嘉商店
有限会社 真田嘉商店（さなだよししょうてん）は、香川県高松市塩上町に本社を置く自転車やスクーター、オートバイ等の乗用に関する商品を製造している企業である。

## 会社概要
二輪車乗用の際にかぶるヘルメットのメーカーとしてその名を知られる。他にレインコートやハンドルカバー、サドルカバーなどの製品も製造している。特にヘルメットでは、小学校ならびに中学校で自転車通学する際に着用必須となるスクール用ヘルメットの分野に強い。
同社製造のスクール用ヘルメットは、その帽体の安定具合いが極めて良いことなどから、地方都市の小・中学校の多くで通学用に指定されており、また安価ながら、その品質の高さを評価する声もある。実際、このスクール用ヘルメットはバイク用（125cc以下）の規格を満たしていた（PSCマークもあった。ただし2010年の新SG規格の導入で返上し、自転車用ヘルメットに変更）。ただ、自転車用としては過剰性能なのかお膝元の高松市では導入校は少ない。
二輪用ヘルメットではシールド付きのセミジェットタイプやハーフカップタイプが中心となっており、いわゆる「まるモノ」専門メーカーではあるが、問屋を通じて全国に販路があり、近年では子供用ヘルメットも製造されている（フルフェイスタイプは製造されていない）。